# Rodolfo Kusch
Günter Rodolfo Kusch (Buenos Aires, 25 de junio de 1922-Maimará, 30 de septiembre de 1979) fue un antropólogo y filósofo argentino.
Obtuvo el título de Profesor de Filosofía  de la Universidad de Buenos Aires. Realizó profundas investigaciones de campo sobre el pensamiento indígena y popular americano como base de su reflexión filosófica. Además escribió varias obras teatrales y una amplia colección de artículos y conferencias sobre estética americana. El tango  fue uno de sus temas predilectos.
fue Profesor de Estética y de Historia de la Cultura en la Escuela Nacional de Bellas Artes “Prilidiano Pueyrredón” de la Ciudad de Buenos Aires entre los años 1963 y 1973. Ingresa en facultad de Filosofía y Letras de la Universidad de Buenos Aires como Profesor de Filosofía en 1948.Fue parte de la corriente ensayística de los años cincuenta publicando en revistas como Sur y Contorno, y creador y director de las obras teatrales como Tango, Credo Rante, La leyenda de Juan Moreira, La muerte del Chacho y Cafetín.
Durante la dictadura de Eduardo Lonardi con un clima de represión política y la campaña contra intelectuales del ministro filofacista Atilio dell Oro Maini fue perseguido y censurado.Tras ser encarcelado por motivos políticos debido a sus simpatías por el peronismo se exilia en Bolivia y posteriormente en Perú.
En la década del sesenta publicó sus ensayos más conocidos, entre los cuales destacan: América profunda, Indios, porteños y dioses, De la Mala Vida porteña y El pensamiento indígena y popular en América.
En 1989 fue homenajeado por la Cámara de Diputados de la Nación Argentina, considerándolo:

“… uno de los pensadores más importantes no sólo de la Argentina sino de América, considerado por algunos un "maldito" más, de esos que pueblan nuestra historia y cultura, y por ello silenciado y negado por los cenáculos de la cultura oficial ...”

Su obra mereció la atención de autores argentinos y extranjeros:

“En estas afirmaciones se enmarca su afán: una forma de escencializar a partir de un horizonte propio, un "...encontrar un sentido en el mundo precolombino y en el americano actual" (Geocultura del Hombre Americano). En síntesis: el encuentro con lo americano. (…) Implica al indígena y al mestizo; también al hombre de la ciudad o del campo, autores del discurso popular a partir del cual despliega su filosofía”.

## Obras
Ensayos
- La seducción de la barbarie: análisis herético de un continente mestizo, (1953)
- América profunda, (1962)
- Indios, porteños y dioses, (1966)
- De la mala vida porteña, (1966)
- El pensamiento indígena y popular en América, (1971)
- La negación del pensamiento popular, (1975)
- Geocultura del hombre americano, (1976)
- Esbozo de una antropología filosófica americana, (1978)

Teatro
- La muerte del Chacho. (1960)
- La leyenda de Juan Moreira. (1960)